# Dieulivol
Dieulivol (Dieu L'i Vòl en gascon) est une commune du Sud-Ouest de la France, située dans le département de la Gironde, en région Nouvelle-Aquitaine. Ses habitants sont appelés les Dieulivolais.

## Géographie

### Localisation
La commune, dont le Drot constitue la limite sud du territoire communal, se trouve dans l'Entre-deux-Mers, dans l'est du département de la Gironde, en limite du département de Lot-et-Garonne, à 68 km à l'est-sud-est de Bordeaux, chef-lieu du département, à 38 km au nord-est de Langon, chef-lieu d'arrondissement et à 7 km au nord-est de Monségur, ancien chef-lieu de canton.

### Communes limitrophes
Les communes limitrophes en sont Sainte-Colombe-de-Duras (Lot-et-Garonne) au nord-est, Baleyssagues (Lot-et-Garonne) à l'est, Cours-de-Monségur au sud-est, Monségur au sud, Le Puy au sud-ouest, Saint-Ferme à l'ouest et Pellegrue au nord sur environ 500 mètres.
|             | Pellegrue | Sainte-Colombe-de-Duras (Lot-et-Garonne) |
| Saint-Ferme | Dieulivol | Baleyssagues (Lot-et-Garonne)            |
| Le Puy      | Monségur  | Cours-de-Monségur                        |

### Climat
Pour des articles plus généraux, voir Climat de la Nouvelle-Aquitaine et Climat de la Gironde.
Historiquement, la commune est exposée à un climat océanique aquitain.  
En 2020, Météo-France publie une typologie des climats de la France métropolitaine dans laquelle la commune est exposée à un climat océanique et est dans la région climatique  Aquitaine, Gascogne, caractérisée par une pluviométrie abondante au printemps, modérée en automne, un faible ensoleillement au printemps, un été chaud (19,5 °C), des vents faibles, des brouillards fréquents en automne et en hiver et des orages fréquents en été (15 à 20 jours).
Pour la période 1971-2000, la température annuelle moyenne est de 13,1 °C, avec une amplitude thermique annuelle de 15,4 °C. Le cumul annuel moyen de précipitations est de 762 mm, avec 10,5 jours de précipitations en janvier et 6,3 jours en juillet. Pour la période 1991-2020, la température moyenne annuelle observée sur la station météorologique la plus proche, située sur la commune de Talence à 16 km à vol d'oiseau, est de 14,3 °C et le cumul annuel moyen de précipitations est de 884,0 mm,. Pour l'avenir, les paramètres climatiques de la commune estimés pour 2050 selon différents scénarios d’émission de gaz à effet de serre sont consultables sur un site dédié publié par Météo-France en novembre 2022.

## Urbanisme

### Typologie
Au 1er janvier 2024, Dieulivol est catégorisée commune rurale à habitat très dispersé, selon la nouvelle grille communale de densité à sept niveaux définie par l'Insee en 2022.
Elle est située hors unité urbaine et hors attraction des villes,.

### Occupation des sols

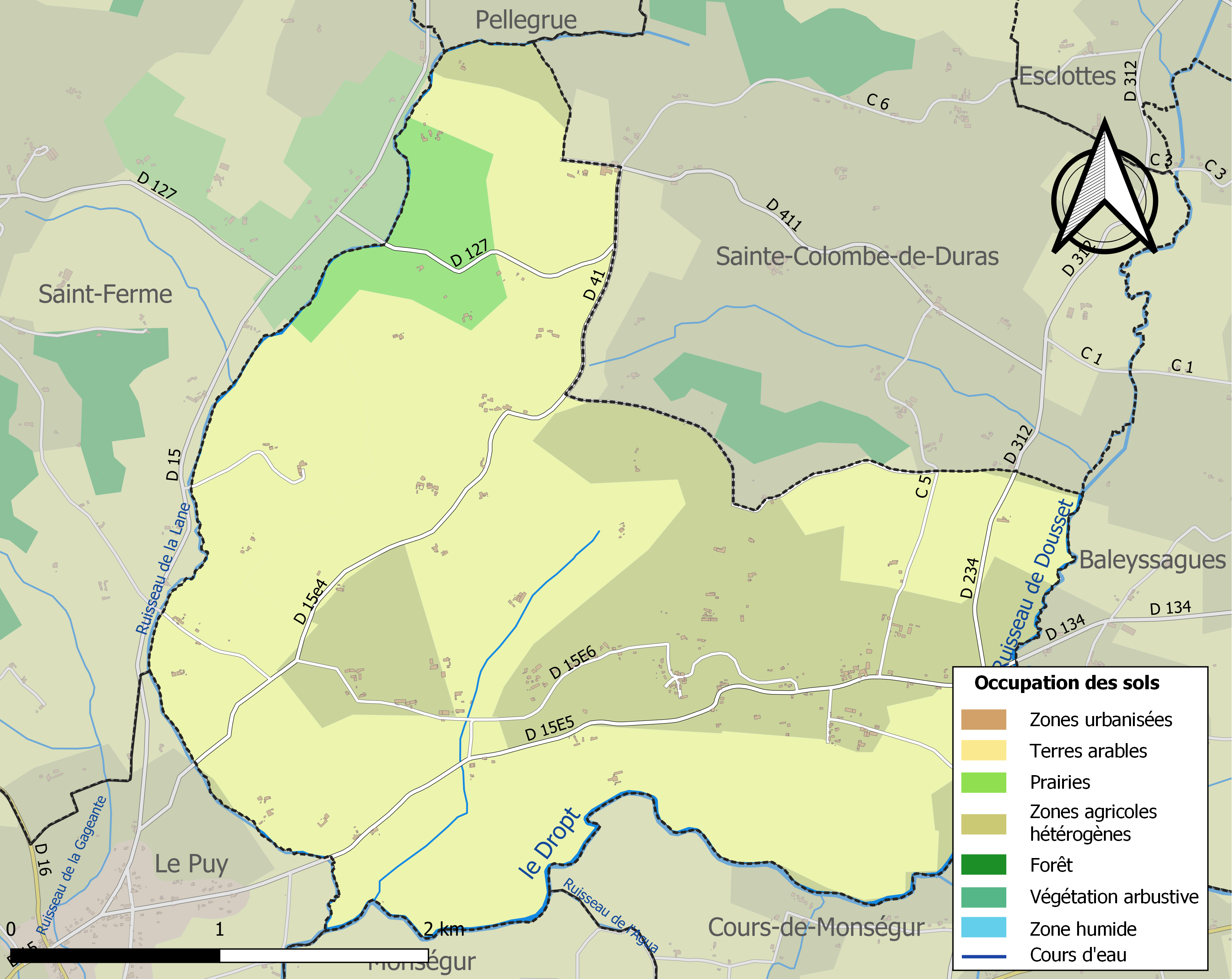
Carte des infrastructures et de l'occupation des sols de la commune en 2018 (CLC).

L'occupation des sols de la commune, telle qu'elle ressort de la base de données européenne d’occupation biophysique des sols Corine Land Cover (CLC), est marquée par l'importance des territoires agricoles (100 % en 2018), une proportion identique à celle de 1990 (100 %). La répartition détaillée en 2018 est la suivante : 
terres arables (36,5 %), cultures permanentes (29,4 %), zones agricoles hétérogènes (29,4 %), prairies (4,6 %). L'évolution de l’occupation des sols de la commune et de ses infrastructures peut être observée sur les différentes représentations cartographiques du territoire : la carte de Cassini (XVIIIe siècle), la carte d'état-major (1820-1866) et les cartes ou photos aériennes de l'IGN pour la période actuelle (1950 à aujourd'hui).

### Voies de communication et transports
La commune est traversée, hors du village, par la route départementale D 15e5 qui mène au Puy au sud-ouest et à Duras à l'est. Le village est desservi par la route départementale D 15e6 qui est une sorte de déviation de la précédente. L'accès le plus proche à l'autoroute A62 (Bordeaux-Toulouse) est le no 4, dit de La Réole, distant de 28 km par la route vers le sud-ouest. L'accès no 1, dit de Bazas, à l'autoroute A65 (Langon-Pau) se situe à 45 km vers le sud-ouest. L'accès le plus proche à l'autoroute A89 (Bordeaux-Lyon) est le no 12, dit de Montpon, qui se situe à 43 km vers le nord. La gare SNCF la plus proche est celle, distante de 18 km par la route vers le sud-sud-ouest, de Lamothe-Landerron sur la ligne Bordeaux-Sète du TER Nouvelle-Aquitaine. Celle de La Réole offrant plus de trafic se trouve à 20 km par la route vers le sud-ouest.

### Risques majeurs
Le territoire de la commune de Dieulivol est vulnérable à différents aléas naturels : météorologiques (tempête, orage, neige, grand froid, canicule ou sécheresse), inondations, mouvements de terrains et séisme (sismicité très faible). Un site publié par le BRGM permet d'évaluer simplement et rapidement les risques d'un bien localisé soit par son adresse soit par le numéro de sa parcelle.
Certaines parties du territoire communal sont susceptibles d’être affectées par le risque d’inondation par débordement de cours d'eau, notamment le Dropt et le ruisseau de Dousset. La commune a été reconnue en état de catastrophe naturelle au titre des dommages causés par les inondations et coulées de boue survenues en 1982, 1998, 1999, 2009 et 2018,.
Les mouvements de terrains susceptibles de se produire sur la commune sont des éboulements, chutes de pierres et de blocs.

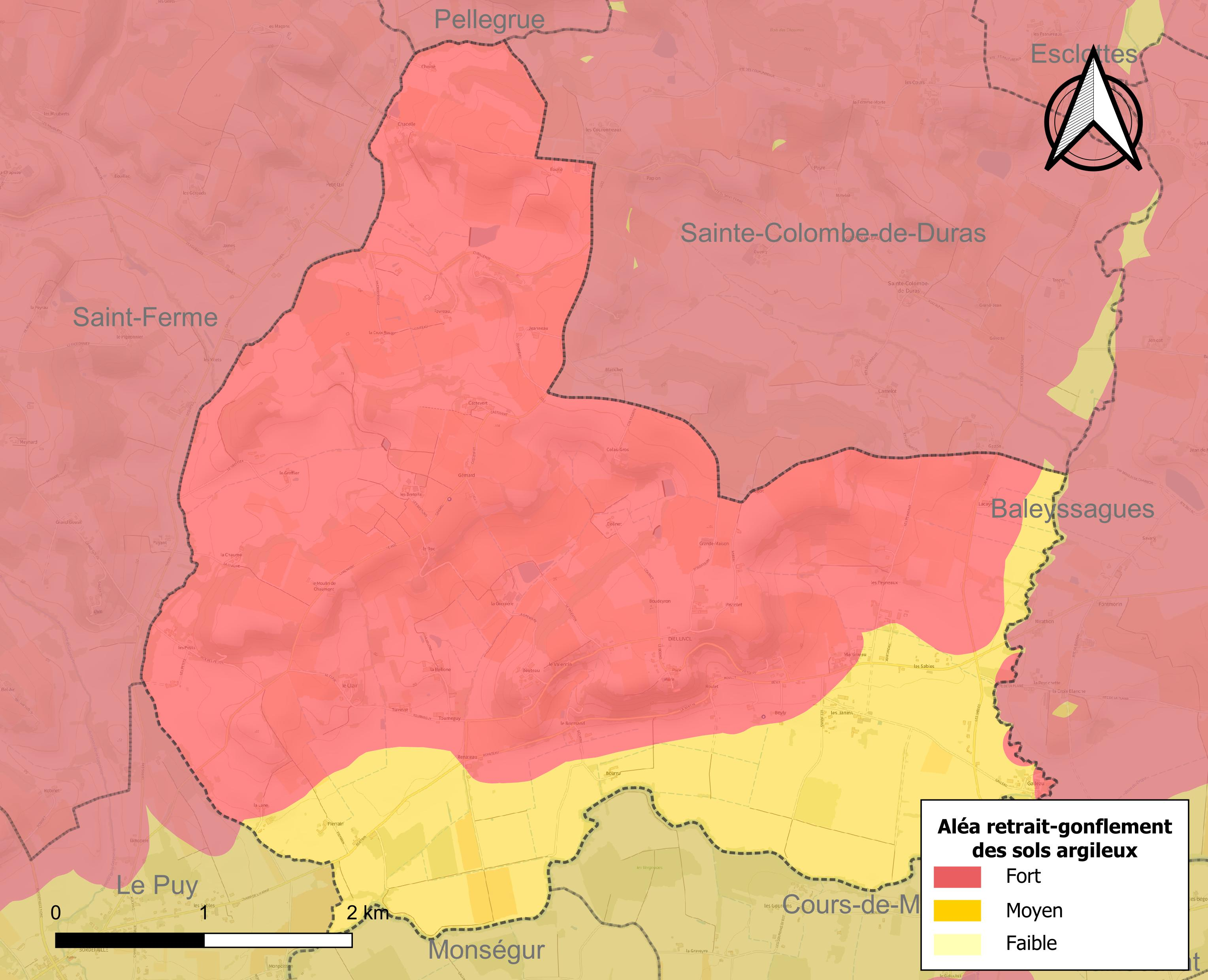
Carte des zones d'aléa retrait-gonflement des sols argileux de Dieulivol.

Le retrait-gonflement des sols argileux est susceptible d'engendrer des dommages importants aux bâtiments en cas d’alternance de périodes de sécheresse et de pluie. La totalité de la commune est en aléa moyen ou fort (67,4 % au niveau départemental et 48,5 % au niveau national). Sur les 151 bâtiments dénombrés sur la commune en 2019, 151 sont en aléa moyen ou fort, soit 100 %, à comparer aux 84 % au niveau départemental et 54 % au niveau national. Une cartographie de l'exposition du territoire national au retrait gonflement des sols argileux est disponible sur le site du BRGM,.
Par ailleurs, afin de mieux appréhender le risque d’affaissement de terrain, l'inventaire national des cavités souterraines permet de localiser celles situées sur la commune.
Concernant les mouvements de terrains, la commune a été reconnue en état de catastrophe naturelle au titre des dommages causés par la sécheresse en 2011 et par des mouvements de terrain en 1999.

## Toponymie
Tous les érudits qui se sont intéressés à l’histoire locale ont généralement considéré que la paroisse tirait son nom du cri de ralliement des croisés partis à la reconquête des lieux saints : « Dieu le veut !». Aucune trace écrite ne permet néanmoins de confirmer cette thèse. On sait que certains seigneurs des environs de Dieulivol ont participé à la première croisade (1095-1099) tels Bertrand de Taillecavat, Amanieu de Loubens ou encore Bernard de Bouville, vicomte de Bezaume. Il est plus probable que le toponyme Dieulivol provienne du gascon « Dieu l'i vòl », « Dieu l'y veut » qui pourrait désigner une fortification, une « solide défense ».

## Histoire

### Les origines
Des prospectives au sol menées sur le territoire de la commune ont permis de révéler des traces d'occupation du site par l'homme dès le Paléolithique. Dans la plaine, près du Drot, on a aussi repéré des substructions de villae gallo-romaines. D'autres villae étaient implantées sur les coteaux et à l'endroit où se situe le bourg actuel.
La paroisse castrale Saint-Pierre de Dieulivol est probablement née du démembrement d'une paroisse primitive. Elle a sans doute été réunie à Saint-Martin de Tourneguy, une paroisse qui existait autour de l'an Mil et dont il ne subsistait plus qu'une petite église en ruines au XVIIIe siècle. En 1911 le curé Villeneuve écrivait que les "quelques pierres sculptées", les "ossements sans nombre" et les "cercueils de pierre vive" présents à ses abords en attestaient la "très haute antiquité". Ceci fut confirmé plus tard lorsqu'on découvrit, lors de travaux de terrassement, plusieurs sarcophages monolithes trapézoïdaux qui apportèrent la preuve de l'existence d'une nécropole mérovingienne à Tourneguy.
En 1274, un descendant du dernier vicomte de Bezaume, Bertrand de Bouville (ou Beauville) rendit hommage au roi d'Angleterre Edouard Ier pour la paroisse de Dieulivol et ses dépendances.

### La guerre de Cent Ans
Tout au long de la guerre de Cent Ans, Dieulivol fut une place fortifiée, de taille et d'importance modestes certes, mais qui demeura néanmoins l'enjeu d'importants combats notamment en raison de sa position de contrôle de la vallée du Drot. Le château et sa garnison furent pris et repris au gré des changements d'obédience et de l'avancée des troupes françaises et anglo-gasconnes. Le bourg castral était placé au cœur de cette Guyenne disputée âprement entre le royaume de France et le roi d'Angleterre-duc d'Aquitaine. Dieulivol est cité dans les trêves conclues notamment en 1383 et 1407.

### L'Ancien Régime
À la fin du conflit la région était dévastée. Les seigneurs locaux favorisèrent l'arrivée de populations en provenance du Poitou et de la Saintonge pour aider à relever le pays de ses ruines. Les Gascons les appelèrent les "Gavaches". Ils constituèrent sur cette terre une enclave de langue d'oïl dont le particularisme linguistique et culturel imprégna durablement l'identité locale. On entendait encore dans les années 60, sur le marché de Monségur, les dernières générations de locuteurs, parler "Gavache".
La paroisse appartenait à la juridiction de Saint-Ferme qui comprenait en outre Saint-Ferme, son chef-lieu, mais aussi Le Puy avec son annexe de Coutures. Les seigneurs abbés de Saint-Ferme portaient le titre de baron du Puy et de Dieulivol. Sur le plan religieux Dieulivol était dans le diocèse de Bazas. La paroisse relevait de la sénéchaussée de Bazas et du parlement de Bordeaux sur le plan judiciaire.
Dieulivol et sa population furent à nouveau considérablement éprouvés par les guerres de Religion. En 1562 des religionnaires furent condamnés par le parlement de Bordeaux pour cause "d'excès et saccagements" commis dans l'église. En octobre et novembre 1615 les "ennemys du Roy" s'emparèrent du château, s'y fortifièrent et firent "mille désordres". Le maréchal de Roquelaure, gouverneur général de Guyenne, parvint à briser la résistance des huguenots et à reprendre le contrôle de Dieulivol. Le château définitivement ruiné n'offrait plus le moindre abri. Il n'en subsiste plus aujourd'hui aucun vestige à l'exception de quelques pans de murs près de l'église et de l'ancien presbytère. L'ancien château servit par la suite d'aire où on dépiquait les blés portés en paiement de la dîme.
En dépit des crises de subsistance chroniques, la paroisse connut un certain dynamisme lié à une forte démographie et à la jeunesse de sa population. Les personnages importants sur le plan local outre le seigneur-abbé, étaient le juge et le procureur d'office de la juridiction, mais aussi le premier consul de la paroisse ou encore le curé. La présence d'un régent maître d'école est attestée au moins depuis 1696.
Chaque année à l’automne les principaux habitants de Dieulivol se rassemblaient devant l'église pour désigner trois des leurs pour devenir les consuls-collecteurs de la paroisse l’année suivante. Le rôle n’était pas forcément très enviable, ni envié, car il consistait à lever les impositions royales notamment la taille et chaque consul était responsable sur ses deniers personnels. Le seigneur abbé pouvait écarter un nom et n’en retenir que deux parmi les trois qui lui étaient proposés. Les élus étaient ensuite reçus devant la justice seigneuriale, au cours du mois de novembre ou de décembre, ils recevaient leur livrée consulaire et ils devaient prêter serment. Le juge de Saint-Ferme rendait de nombreuses ordonnances pour réglementer la vie quotidienne des habitants (protection des récoltes, divagation des animaux, ban des vendanges, voirie, eaux et forêts...). Il était aussi chargé de rendre la justice civile et criminelle.
À la fin de l’Ancien Régime le refus de la dîme et des droits seigneuriaux était de plus en plus fréquent : vols et rapines dans la forêt du seigneur abbé, non respect du droit de pêche et de chasse, incendie des gerbiers, fraudes sur la dîme du vin, refus de faire procéder à un nouvel arpentement de la paroisse et de payer un nouveau droit sur les boucheries, rassemblements séditieux...

### La Révolution de 1789
Avec la Révolution, les structures économiques, politiques et sociales allaient être transformées en profondeur.
Les cahiers de doléance de la paroisse n'ont pas été conservés. On sait que les habitants se plaignaient des impôts élevés qu'ils devaient acquitter ainsi que de l'isolement dont souffrait la paroisse (mauvais chemins, la rivière Drot n'était pas navigable...). Dès le 1er août 1789 un comité de direction provisoire fut élu présidé par Antoine Berthonneau qui devint le premier maire de la commune en février 1790. Dieulivol fut rattaché au canton de Monségur. Le curé Louis Paulin Dubarry de La Barthe prêta le serment civique le 16 janvier 1791. En juin 1793 la commune se rallia à la commission populaire de Bordeaux et apporta son soutien à l'insurrection des Girondins. Accusé de "fédéralisme" et de "trahison" le maire de Dieulivol Antoine Berthonneau fut inquiété. Son fils, André-Jacques, préféra se donner la mort plutôt que d'être arrêté (30 octobre 1793).
L'année suivante le représentant en mission Joseph Lakanal passa par Dieulivol. Le 15 juillet 1794 il prit par arrêté la décision de rendre la rivière Drot navigable. Sous le Directoire (an III) la commune intégra la municipalité du canton de Saint-Ferme. Plus tard elle fut rattachée à nouveau au canton de Monségur. En ce temps-là Dieulivol comptait plusieurs charrons, un faiseur d'araire, des tonneliers, des maçons, des voituriers, plusieurs charpentiers, forgerons, menuisiers, meuniers, sabotiers, un notaire (Jean Bouilhac). Il y avait deux aubergistes dans le bourg, des tisserands, des tailleurs d'habits, un mégissier. Comme sous l'Ancien Régime la culture du chanvre tenait une place importante à côté de celle de la vigne.

### La période moderne
En octobre 1899 le chemin de fer arriva à Dieulivol avec l'ouverture de la gare et la livraison de la ligne La Sauve-Eymet. La commune fut ainsi reliée à la gare de Bordeaux-Bastide.
La Guerre de 1914-1918 provoqua de profonds traumatismes et eut des conséquences démographiques graves pour la commune. Dès la fin du conflit les soldats survivants qui avaient pris part aux hostilités, dont le maire André Pellet, décidèrent de planter un chêne à proximité de l'église "afin de rappeler aux générations futures le devoir de prier pour les enfants de Dieulivol morts pour la France". Un monument aux morts, dont la réalisation avait été confiée à l'architecte Barbe de Saint-Ferme, fut officiellement inauguré le 22 mars 1925.
Après la débâcle et la défaite de juin 1940 la commune resta en zone libre mais fut rattachée au département voisin de Lot-et-Garonne par arrêtés préfectoraux des 15 et 16 novembre 1940. C'est d'ailleurs dans la cour du Domaine Pellet, à Martineau, que les militaires accueillis dans la commune, et réunis pour l'occasion, apprendront par leur officier supérieur, l'impensable, la signature infâmante de l'armistice. Très rapidement, des réfugiés du Nord et de l'Est de la France arrivèrent dans la région, Dieulivol ne fut pas exempte, et le maire, André Pellet, organisera leur accueil et leur procurera un hébergement (l'un d'entre eux se mariera avec la petite-fille du maire).
La commune passe alors sous l'administration de la sous-préfecture de Marmande.
Le 5 mars 1944 des chasseurs allemands abattirent un bombardier B-24 de l'armée des États-Unis d'Amérique l'Aphrodite's Disciples. L'appareil s'écrasa dans une parcelle de terre située entre les lieux-dits "Castevert" et "Les Bretons".
Après la Libération du pays, le maire répondit pour sa commune, comme l'exigeait la procédure de l'époque, à l'enquête sur l'histoire de l'Occupation et de la Libération dans le département de la Gironde (1940-1945). Il écrivit que 3 hommes de Dieulivol avaient été tués (entre septembre 1939 et l'armistice) et 14 avaient été prisonniers. Sur le nombre total de prisonniers 3 étaient revenus avant la Libération et 11 après (aucun n'étaient morts en captivité). Durant l'Occupation il précisait que les Allemands étaient restés 15 jours dans la commune, en mars 1944, à la suite de la chute du bombardier américain. Il soulignait que 5 jeunes hommes de la commune requis par le STO étaient partis en Allemagne et en étaient revenus. Une dizaine d'autres avaient pu se dissimuler dans des fermes (ou prendre le maquis). Le maire ignorait si ces « jeunes gens » avaient ensuite pu intégrer le maquis ou s'ils étaient entrés dans les FFI.
Son humilité, passera sous silence le fait qu'il avait agit de toutes ses forces pour empêcher, à plusieurs reprises, que des jeunes ne partent en Allemagne pour le Service du Travail Obligatoire.
André Pellet indiquait qu'il y avait eu « de nombreux franchissements clandestins de la ligne de démarcation » au cours de cette période. Il ignorait si certaines personnes de sa commune avaient de façon effective participé à des mouvements ou des actions de résistance mais aucun habitant de Dieulivol ne fut arrêté pour des faits de résistance, ni par la police allemande, ni par la police française. Il indiqua qu'il n'y avait pas eu de maquis organisés dans la commune mais qu'il y avait eu des "bandes de pillards" bien connus dans la région sous le nom de "faux maquis", qui écumaient la campagne et profitaient simplement du chaos général. André Pellet en fut, une nuit, l'une des victimes, ainsi qu'un jeune réfugié du Nord qu'il avait recueilli, et qui fut marqué par la violence des personnages.
Il confirma qu'il y avait bien eu des parachutages d'armes dans la commune. D'une façon générale la résistance aux Allemands et aux lois d'oppression s'était manifestée à Dieulivol par une "résistance passive" et le maire indiquait que l'aide apportée par la population avait permis de sauver des aviateurs alliés.

## Politique et administration

### Intercommunalité
Le 1er janvier 2014, la communauté de communes du Monségurais ayant été supprimée, la commune de Dieulivol s'est retrouvée intégrée à la communauté de communes du Sauveterrois siégeant à Sauveterre-de-Guyenne.
Elle intègre ensuite la communauté des communes rurales de l'Entre-Deux-Mers le 1er janvier 2017.

## Démographie
L'évolution du nombre d'habitants est connue à travers les recensements de la population effectués dans la commune depuis 1793. Pour les communes de moins de 10 000 habitants, une enquête de recensement portant sur toute la population est réalisée tous les cinq ans, les populations de référence des années intermédiaires étant quant à elles estimées par interpolation ou extrapolation. Pour la commune, le premier recensement exhaustif entrant dans le cadre du nouveau dispositif a été réalisé en 2007.

En 2022, la commune comptait 335 habitants, en stagnation par rapport à 2016 (Gironde : +6,91 %, France hors Mayotte : +2,11 %).
| 1793  | 1800 | 1806 | 1821 | 1831 | 1836 | 1841 | 1846 | 1851 |
| ----- | ---- | ---- | ---- | ---- | ---- | ---- | ---- | ---- |
| 1 030 | 830  | 841  | 858  | 844  | 856  | 811  | 740  | 730  |

| 1856 | 1861 | 1866 | 1872 | 1876 | 1881 | 1886 | 1891 | 1896 |
| ---- | ---- | ---- | ---- | ---- | ---- | ---- | ---- | ---- |
| 705  | 690  | 600  | 550  | 576  | 531  | 511  | 494  | 515  |

| 1901 | 1906 | 1911 | 1921 | 1926 | 1931 | 1936 | 1946 | 1954 |
| ---- | ---- | ---- | ---- | ---- | ---- | ---- | ---- | ---- |
| 469  | 516  | 512  | 402  | 444  | 418  | 434  | 451  | 433  |

| 1962 | 1968 | 1975 | 1982 | 1990 | 1999 | 2006 | 2007 | 2012 |
| ---- | ---- | ---- | ---- | ---- | ---- | ---- | ---- | ---- |
| 419  | 332  | 266  | 232  | 248  | 263  | 256  | 255  | 328  |

| 2017 | 2022 | - | - | - | - | - | - | - |
| ---- | ---- | - | - | - | - | - | - | - |
| 344  | 335  | - | - | - | - | - | - | - |

## Lieux et monuments
- L'église Saint-Pierre, construite au XIIIe siècle pour être la chapelle du château de Dieulivol, a été inscrite monument historique en 1925[27].
- Grotte dite « de la Vierge », sanctuaire marial aménagé en 1942 par les habitants dans une cavité rocheuse située à proximité de l'église, sous l'égide de l'abbé Desmazières, alors curé de Dieulivol. Les mosaïques en place venant de la région de Lille, ont fait le voyage en valise, à travers Paris occupé. Le 8 août 1943, en pleine guerre, la grotte de Dieulivol accueillit un rassemblement célébrant « le Grand retour de Notre-Dame de Boulogne » qui attira près de cinq mille fidèles dans la localité. Initié en 1938 à Boulogne, dans le Pas-de-Calais, il se terminera en 1948. En pleine guerre, ce genre célébration aurait pu s'avérer dangereux.
- Le centre bouddhiste du « Village des pruniers », fondé en 1982 par Thich Nhât Hanh dans les communes de Loubès-Bernac et Thénac[28], a ouvert le Hameau Nouveau à Dieulivol au lieu-dit Martineau, dans l'ancien Domaine Pellet.

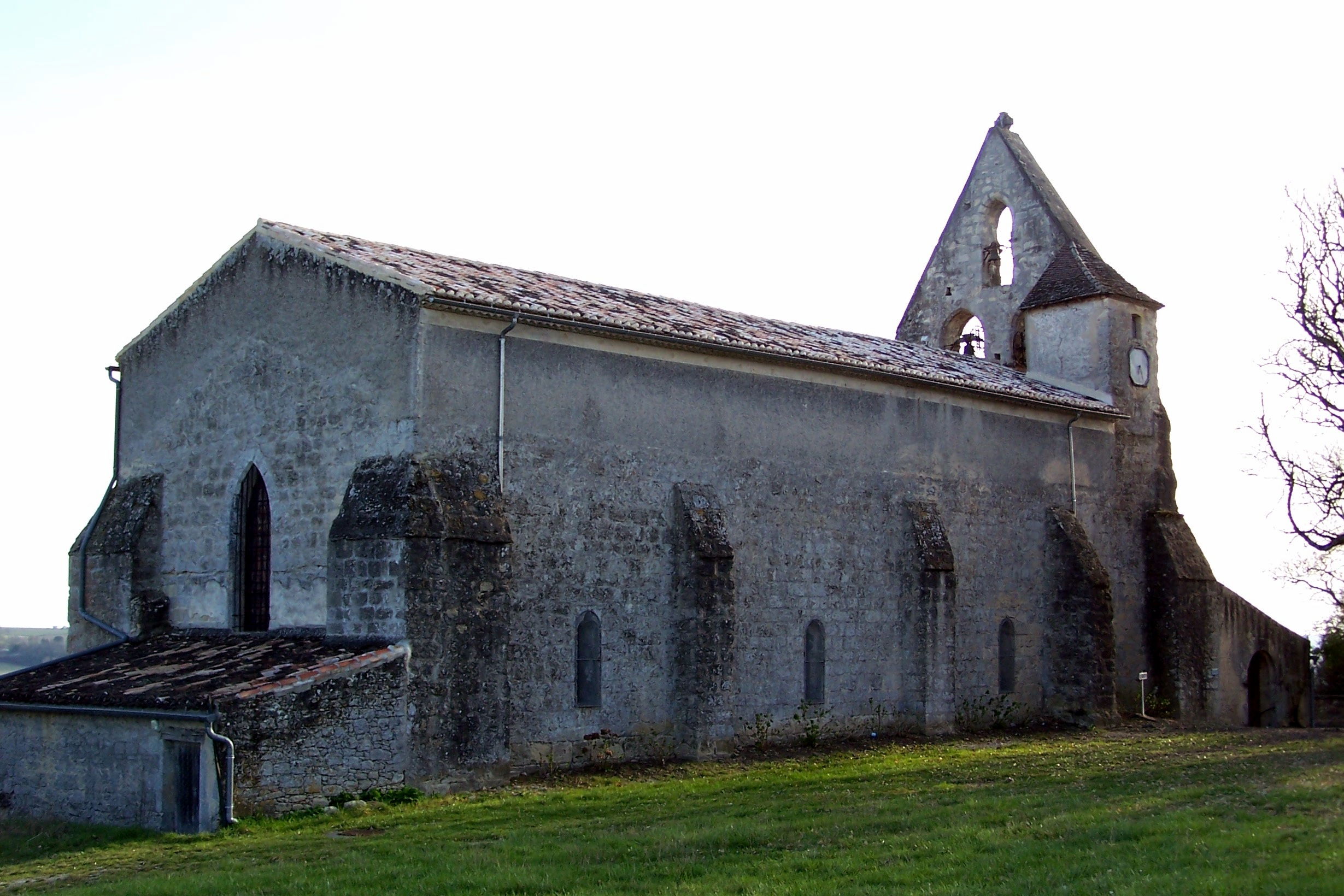
L'église Saint-Pierre (mars 2012)
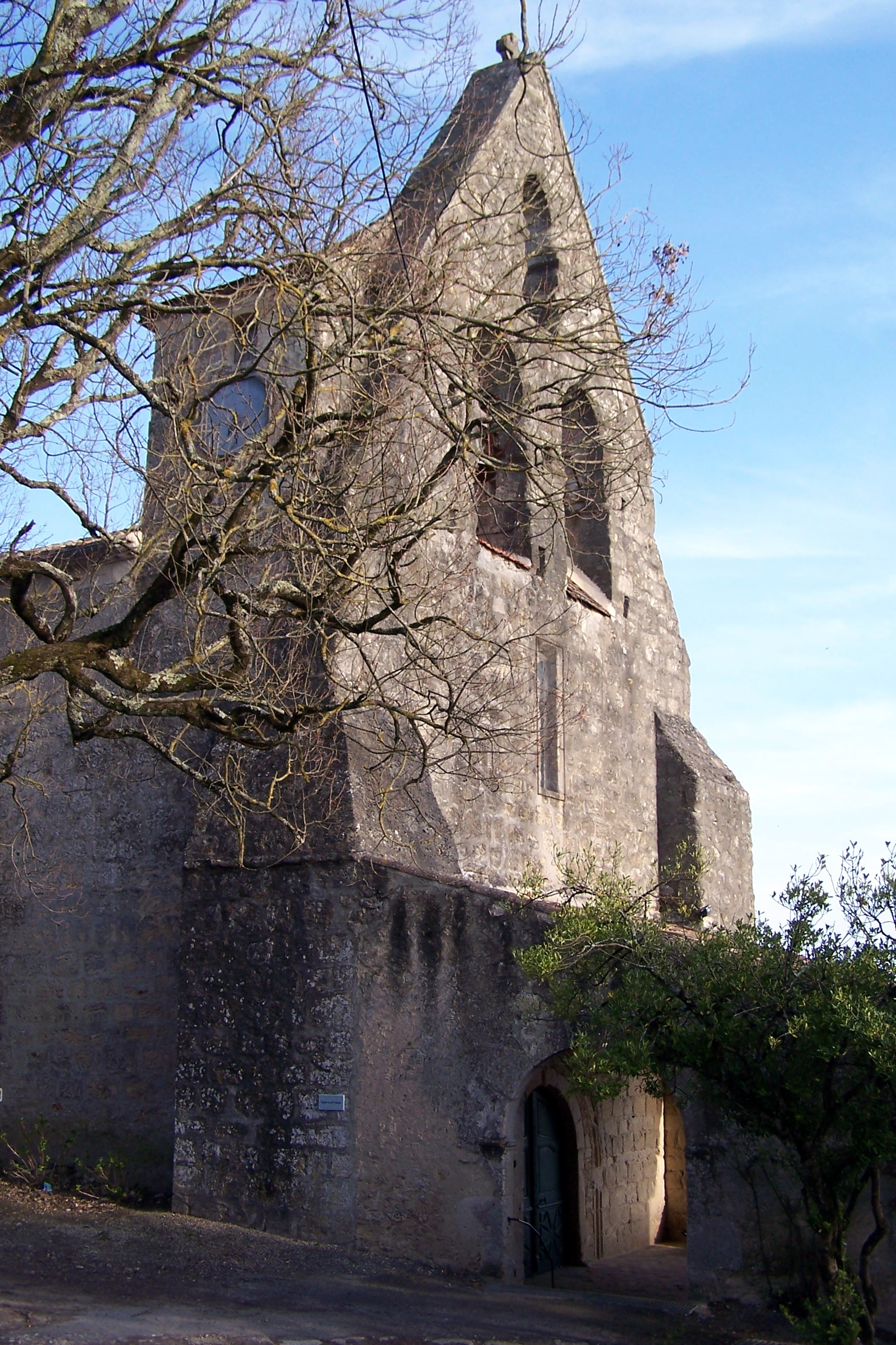
Le clocher-mur et le porche de l'église (mars 2012)
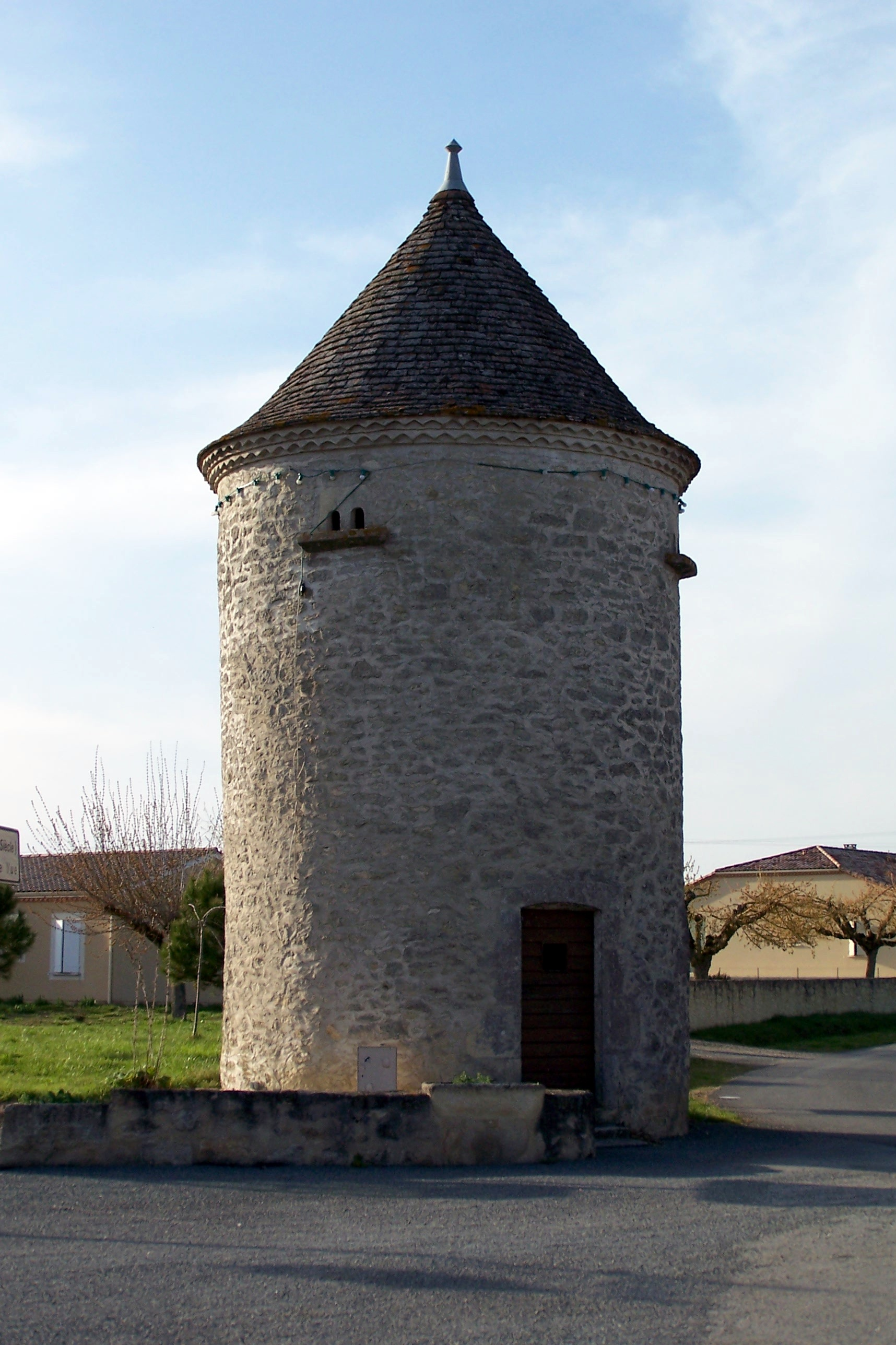
Pigeonnier dans le bourg
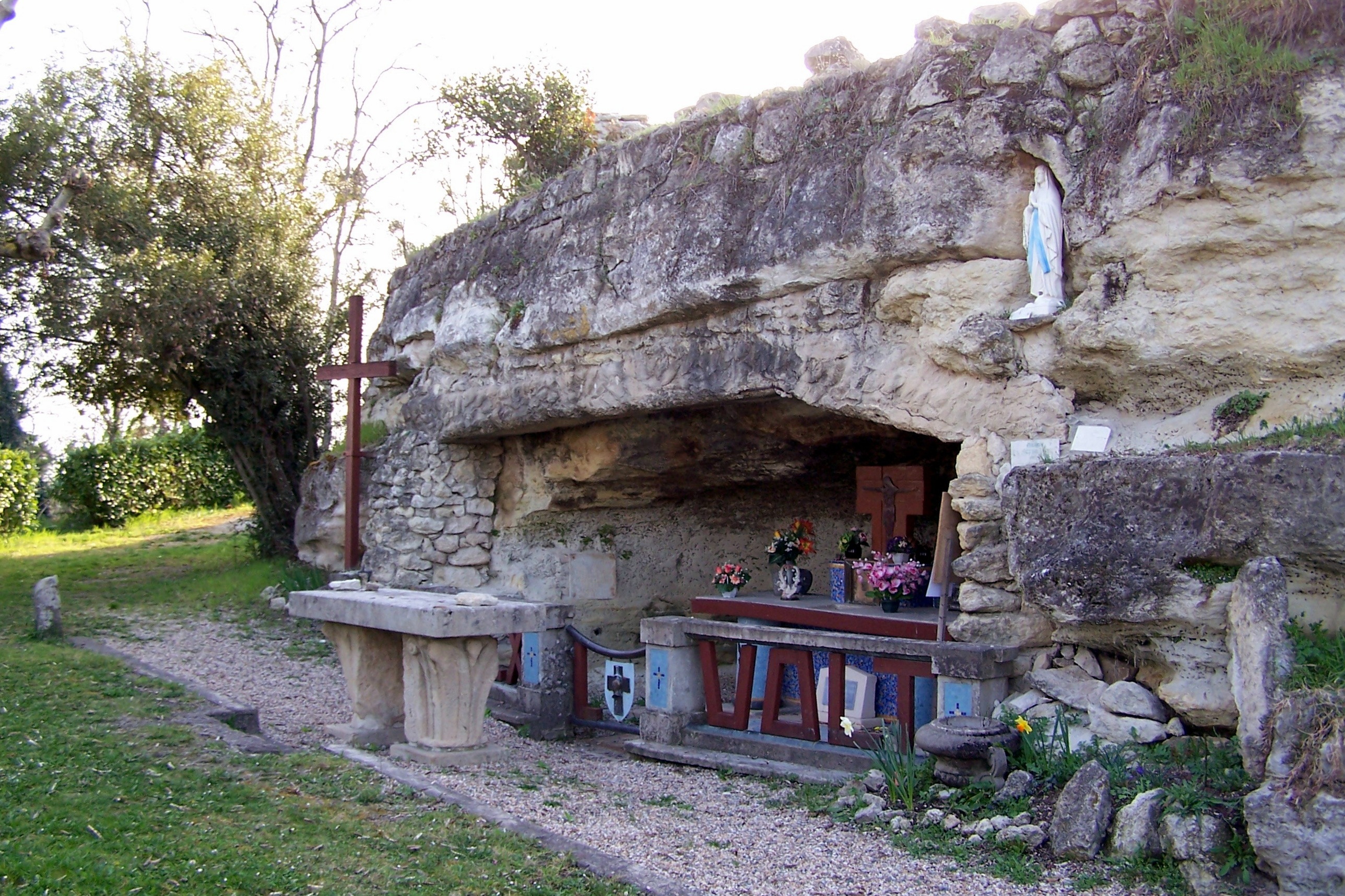
Grotte votive à proximité de l'église (mars 2012)
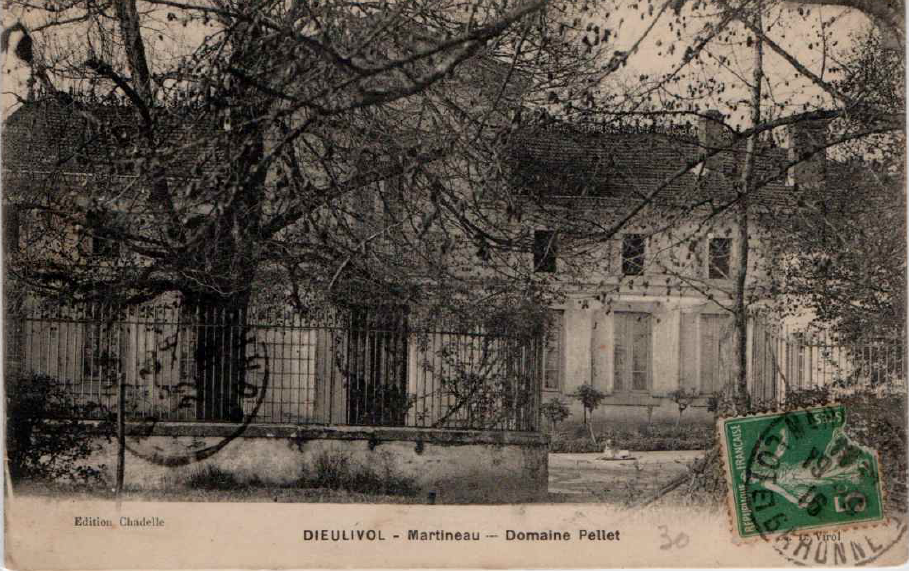
Domaine Pellet au lieu-dit Martineau en 1916
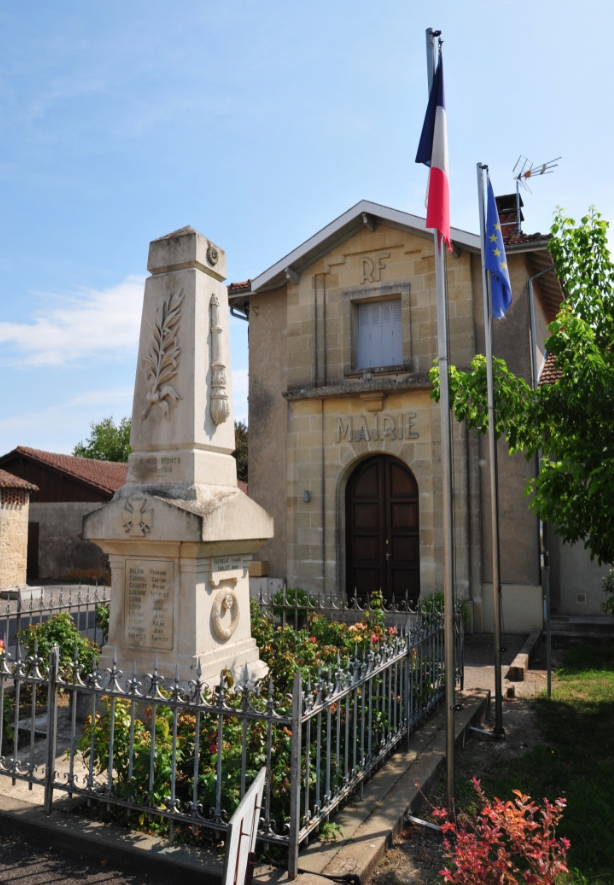
Mairie de Dieulivol
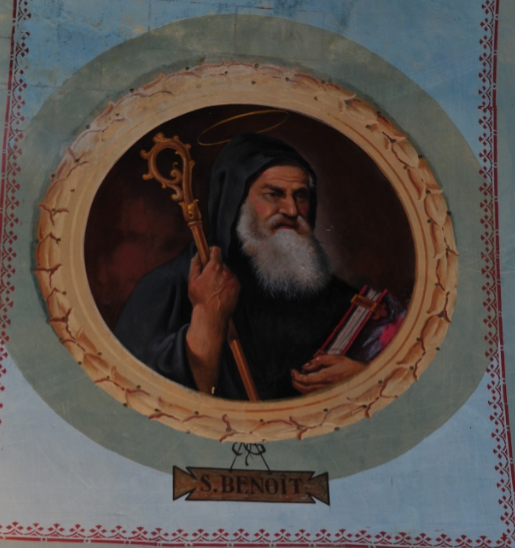
Dom Biron sous les traits de Saint Benoît, dans l'église de Dieulivol. Peinture de Giovanni Masutti.